# Hylorchilus navai
Hylorchilus navai е вид птица от семейство Troglodytidae. Видът е световно застрашен, със статут Уязвим.

## Разпространение
Видът е разпространен в Мексико.